# Vincenzo Manzella

Bischofswappen von Vincenzo Manzella

Vincenzo Manzella (* 16. November 1942 in Casteldaccia, Provinz Palermo, Italien) ist ein italienischer Geistlicher und emeritierter römisch-katholischer Bischof von Cefalù.

## Biografie
Vincenzo Manzella studierte Katholische Theologie am Erzbischöflichen Seminar in Palermo. Er setzte sein Studium an der Päpstlichen Lateranuniversität in Rom fort und promovierte dort in Kirchenrecht und am Angelicum in Theologie.
Am 1. Juli 1967 empfing Vincenzo Manzella die Priesterweihe. Von 1968 bis 1970 war er Sekretär von Francesco Kardinal Carpino und von 1970 bis 1978 von Salvatore Kardinal Pappalardo. Anschließend war er von 1978 bis 1986 Erzpriester der Chiesa Madre (Hauptkirche) von Termini Imerese. 1986 wurde er zum Rektor des Erzbischöflichen Seminars in Palermo ernannt.
Am 30. April 1991 wurde Vincenzo Manzella von Papst Johannes Paul II. zum Bischof von Caltagirone ernannt. Die Bischofsweihe spendete ihm am 29. Juli desselben Jahres Salvatore Kardinal Pappalardo in der Kathedrale von Palermo; Mitkonsekratoren waren Vittorio Luigi Mondello und Giuseppe Costanzo.
Am 17. September 2009 ernannte ihn Papst Benedikt XVI. zum Bischof von Cefalù. Gleichzeitig wurde er für die Zeit der Sedisvakanz des Bistums Caltagirone zum Apostolischen Administrator der Diözese ernannt.
In der Sizilianischen Bischofskonferenz war Vincenzo Manzella Delegierter für Soziales, Arbeit, Recht und Frieden.
Papst Franziskus nahm am 16. Februar 2018 seinen altersbedingten Rücktritt an.